# Soleado (album)
Soleado è il primo album in studio del gruppo musicale italiano Daniel Sentacruz Ensemble, pubblicato nel 1974.

## Descrizione
Il disco è stato pubblicato in numerose edizioni e ristampe, in Italia e in tutto il mondo, con l'ordine delle tracce talvolta modificato e titoli tradotti in altre lingue.
L'album è parzialmente composto di brani originali, composti dagli stessi Daniel Sentacruz Ensemble, in parte di cover. Tra queste vi ritroviamo Ballero, scritta da Jerry Goldstein, eseguita originalmente dagli War; A Hard Day's Night di Lennon-McCartney, brano dei Beatles; Per Elisa, nota melodia di Beethoven, arrangiata da Ciro Dammicco; Corazon, brano scritto e precedentemente interpretato da Carole King; I Don't Know How To Love Him, brano di Andrew Lloyd Webber Tim Rice, tratto dalla rock opera Jesus Christ Superstar; Junk, brano di Paul McCartney da questi cantato nel 1970.
Dall'album sono stati estratti i singoli Soleado e Un sospero, entrambi pubblicati nel corso del 1974. Per il solo mercato della BDR, inoltre, è stato pubblicato il singolo Abra-Kad-Abra

## Tracce (parziale)
LP Italia 1974
1. Ballero (Jerry Goldstein)
2. Soleado (Ciro Dammicco)
3. Autunno (Ciro Dammicco)
4. A Hard Day's Night (Lennon-McCartney)
5. Sangriando (Savino Grieco, Ciro Dammicco)
6. Per Elisa (Ludwig van Beethoven)
7. Working In The Hacienda (Ciro Dammicco)
8. Corazon (Carole King)
9. Un sospero (Bruno Santori, Ciro Dammicco)
10. I Don't Know How To Love Him (Andrew Lloyd Webber, Tim Rice)
11. Junk (Paul McCartney)
12. Abra-Kad-Abra (Umberto Decimo)